# لجنة مجلس الشيوخ الأمريكي المعنية بالتغذية والاحتياجات البشرية
اُختِيرت لجنة مجلس الشيوخ الأمريكي المعنية بالتغذية والاحتياجات البشرية، من قبل مجلس الشيوخ الأمريكي خلال الفترة بين عامي 1968 حتى 1977، ويُشار إليها أحيانًا باسم «لجنة ماكغفرن»، لأن الشخص الوحيد الذي تولى رئاستها قبل انحلالها هو عضو مجلس الشيوخ جورج ماكغفرن عن ولاية داكوتا الجنوبية.

## التشكيل والأعضاء
كان الدافع لتشكيل اللجنة هو القلق المتزايد بشأن الجوع وسوء التغذية في الولايات المتحدة، وقد لفت انتباه الرأي العام، في الرحلة التي قام بها في، العام 1967، السناتور روبرت ف. كينيدي وجوزيف س. كلارك (Joseph.S.clarck)، رؤية الأطفال الهزيلين في مدينة كليفلاند بولاية ميسيسيبي. وأذيعت أرائهم في  إذاعة جريدة سي بي اس الإخبارية الخاصة بالجوع في الولايات المتحدة.

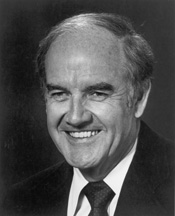
عضو مجلس الشيوخ جورج ماكغفرن وهو الوحيد الذي تولى رئاسة اللجنة

نُشِرَ تقرير بحلول عام 1968 لحملة هيئة حشد المواطنين ضد الفقر حمل عنوان «الجوع في الولايات المتحدة»، وتبين أن أمراضًا مثل كواشيوركور ومارزمس - والتي ساد الاعتقاد على اقتصار وجودها فقط في البلدان المتخلفة - كانت موجودة في الولايات المتحدة أيضاً. ولم تكن لجان مجلس الشيوخ ومجلس النواب الحالية مهتمة بمتابعة القضية، حيث قال رئيس لجنة الزراعة في البيت الأبيض، ويليام ر. بواج (William.R.Poage)، إن «المشكلة الأساسية تكمن في الجهل فيما يتعلق بنظام غذائي متوازن، إلى جانب اللامبالاة من جانب عدد كبير من الأشخاص الذين لا ينبغي ألا يكونوا على دراية بالأمر، وقال رئيس لجنة الزراعة في مجلس الشيوخ» ألين إيلند (Allen Ellender) أن العديد من الصيادين لم يتمكنوا من صيد الأسماك. هل تتوقعون من الحكومة إطعامهم  لأنهم لا يستطيعون صيد الأسماك؟ كانت هذه كلمات ألين أيلند.
كان الناشط السياسي روبرت ب. كوات جونيور(Robert B.Choate.Jr) أول من أتى بفكرة تشكيل لجنة الكونغرس المشتركة للتحقيق في الجوع. وظن ماكغفرن، الذي كان منخرطاً  في القضايا المتعلقة بالغذاء طوال حياته في الكونغرس، والذي كان مديرًا لمنظمة الغذاء من أجل السلام في إدارة كينيدي في أوائل الستينيات، أن حصر اللجنة في مجلس الشيوخ الأكثر ليبرالية كان فقط إنتاج فرص أفضل للعمل. وقد جمع ماكغفرن 38 راعًيا للمشاركة في إنشاء اللجنة، وسرعان ما وافق مجلس الشيوخ على القرار، وتم تعيين ماكغفرن رئيسًا للجنة في يوليو 1968
و بالرغم من جهود مكاغفرن، فإن لجنة قوانين مجلس الشيوخ لم تمنح أي تمويل لها في تلك السنة، لذلك كانت غير نشطة وفي فبراير 1969، نجح ماكغفرن في مكافحة اللجنة لاستعادة التمويل المخصص لها وبدأت عمليات اللجنة المختارة
تشكلت اللجنة خلال 1969 و 1970 من ثمانية ديمقراطيين وخمسة جمهوريين، وكانت كالآتي:
- جورج ماكغفرن من ولاية ساوث داكوتا، رئيس مجلس الإدارة
- ألين إيلندر (Allen Ellender) من ولاية لويزيانا
- هيرمان تالمادج (herman talmadge) من جورجيا
- رالف ياربورو (Ralph Yarborough) من تكساس
- فيليب هارت (Philip Hart) من ميشيغان
- والتر موندالي (walter Mondale) من مينيسوتا
- إدوارد كينيدي (Edward M. kenedy)من ماساتشوستس
- كلايبورن بيل(Claiborne Pell) من ولاية رود آيلاند
- يعقوب جافيتس(Jacob javits) من نيويورك
- تشارلز بيرسي (charles Percy) من إلينوي
- بيتر دومينيك (Peter H.Dominick)من ولاية كولورادو
- مارلو كوك(Marlow Cook) من كنتاكي
- روبرت دول (Robert Dole) من كانساس

ثم ضمت اللجنة لاحقاً:
- هوبير إتش. همفري (Hubert H.Humphrey) من مينيسوتا،
- باتريك ليهي (Patrick Leahy)من فيرمونت،
- إدوارد زورينسكي(Edward Zorinsky) من نبراسكا،
- ريتشارد شويكر (Richard Schweiker) من ولاية بنسلفانيا،
- جايلورد نيلسون (Gaylord Nelson)من ويسكنسن،
- هنري بيلمون (Henry Bellmon) من أوكلاهوما،
- آلان كرانستون (Alan Cranston)من كاليفورنيا،
- مارك هاتفيلد (Mark Hatfield) من ولاية أوريغون.